# Gårestrup
Gårestrup (1406 Gioristorp, Giørstorp, 1459 Gor(r)æstrop) er en  bebyggelse og et ejerlav beliggende i den nordvestlige del af Sankt Olai Sogn (Hjørring Kommune) i Hjørring Kommune. Bebyggelsen ligger i Region Nordjylland.
|  | Denne artikel om lokaliteten Gårestrup kan blive bedre, hvis der indsættes et (bedre) billede. Du kan hjælpe ved at afsøge Wikimedia Commons for et passende billede eller lægge et op på Wikimedia Commons med en af de tilladte licenser og indsætte det i artiklen. |

57°29′20″N 9°56′10″Ø / 57.48889°N 9.93611°Ø